# Kyanopolyyny

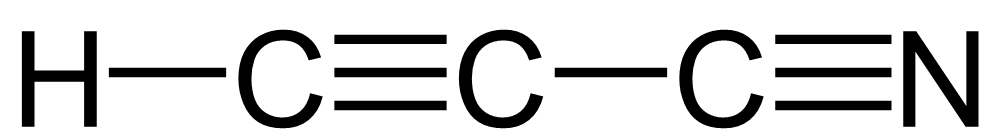
Strukturní vzorec kyanoacetylenu, nejjednoduššího kyanopolyynu

Kyanopolyyny jsou organické sloučeniny odpovídající souhrnnému vzorci HCnN (kde n je 3,5,7,…) a strukturnímu vzorci H−[C≡C−]nC≡N (n = 1,2,3,…). Jedná se o polyyny, které mají na koncovou acetylenovou (-C≡C-H) skupinu navázanou skupinou nitrilovou (-C≡N).
Tyto sloučeniny se vyskytují vzácně, protože je jejich tvorba obtížná a navíc jsou nestabilní; přesto byly ale nalezeny v mezihvězdných mračnech, kde mohou vznikat díky malému obsahu vodíku v některých mračnech; reakce s vodíkem tyto molekuly rozkládají na kyanovodík a acetylen.
V mezihvězdných mračnech byly první kyanopolyyny nalezeny v roce 1971 pomocí mikrovlnné spektroskopie. Od této doby byly ve vesmíru objeveny i mnohé těžší kyanopolyyny, například HC7N a HC11N, a jiné podobné sloučeniny, například methylkyanoacetylen (CH3C3N) a ethylkyanoacetylen (CH3CH2C3N).
Nejjednodušším kyanopolyynem je kyanoacetylen, H−C≡C−C≡N, který by mohl být výchozí látkou pro fotokatalytickou tvorbu mezihvězdných kyanopolyynů. Kyanoacetylen je jednou z molekul, které se vytvořily při Millerově–Ureyově experimentu a měl by se vyskytovat v prostředích bohatých na uhlík.

## Tvorba
Tvorba kyanopolyynů v molekulárních mračnech je závislá na čase. Kyanoacetylen se vytváří posloupností reakcí iontů a neutrálních částic, přičemž konečná reakce je:
C3H2 + N → HC3N + H
Po 10  letech ovšem převažují reakce mezi neutrálními částicemi a objevují se dva možné mechanismy.
1. HCN + C2H2 → HC3N
2. CnH2 + CN → HCn+1N + H pro n = 4, 6, 8

Současný mechanismus závisí na prostředí v mračnu. Aby reakce probíhaly podle prvního mechanismu, tak musí být v mračnu přítomen nadbytek C2H. Druhý mechanismus se objevuje za nadbytku C2H2. Podle výpočtů mají po milionu let na množství kyanopolyynů hlavní vliv fotoionizační a disociační reakce; intenzita kosmického záření je ovlivňuje méně, protože reakce mezi neutrálními reakcemi převládnou nad fotochemickými.

## Detekce
Podobně jako mnoho dalších molekul lze kyanopolyyny detekovat spektrometricky skrz energetické hladiny elektronů v atomech. Při těchto měřeních se používá zdroj světla, které prochází zkoumanou molekulou, se kterou interaguje a může být pohlceno nebo odraženo, přičemž různé vlnové délky s molekulou interagují odlišně. Měření se obvykle provádějí v okrajových oblastech elektromagnetického spektra, jako jsou infračervená a rádiová.
Spektrum zobrazuje energie rotačních stavů, protože jim odpovídají energie fotonů pohlcovaných molekulou. Energie rotačních přechodů lze vyjádřit touto rovnicí:
{\displaystyle V(J)=2B_{0}J-4D_{0}J^{3}}
kde
B0 je konstanta rotačního narušení pro daný základní vibrační stav
D0 je konstanta centrifugálního narušení
J je celkový moment hybnosti
Tato rovnice popisuje vliv narušení rotace atomu na vibrační frekvence molekul. Kyanopolyyny byly tímto způsobem nalezeny na několika místech ve vesmíru , jako jsou atmosféra Titanu a molekulární mračna.
V mračnu TMC-1 byly nalezeny molekuly i  devíti atomy uhlíku (HC9N), vytváří se zde reakcemi atomárního dusíku s uhlovodíky.
Za největší molekulu nalezenou v mezihvězdném prostoru byla považována látka HC11N, její identifikace je ale sporná.